# 371
371 (CCCLXXI) var ett normalår som började en lördag i den julianska kalendern.

## Händelser

### Okänt datum
- De befästa städerna längs Donau, framförallt Sirmium, bidrar till att förhindra en invasion av quaderna.
- Den romerske poeten Decimus Magnus Ausonius skriver om en resa längs Rhen och Mosel i sitt verk Mosella.
- Martin blir biskop av Tours (omkring detta år).
- Styrkor från det koreanska kungariket Baekje stormar Goguryeos huvudstad Pyongyang.

## Födda
- Valentinianus II, romersk titulärkejsare (född omkring detta år)

## Avlidna
- 1 augusti – Eusebius av Vercelli, kristen lektor och skriftställare
- Sankt Hilarion, kristet helgon (död omkring detta år)
- Lucifer av Cagliari, biskop
- Gogugwon, kung av Goguryeo